# إينغيرسول أرنولد
إينغيرسول أرنولد (بالإنجليزية: Ingersoll Arnold)‏ هو لاعب هوكي الجليد أمريكي، ولد في 15 يوليو 1915، وتوفي في 2004.